# جهانگیر صمیمی‌فرد
جهانگیر صمیمی‌فرد با نام تولد جلال‌الدین صمیمی‌فرد  (زاده ۲ آذر ۱۳۱۹ در تهران – درگذشته ۱۶ دی ۱۳۸۲ در تهران) بازیگر ایرانی تئاتر، سینما و تلویزیون بود.

## زندگی‌نامه
وی کار بازیگریِ تئاتر را، از سن ۸ سالگی آغاز کرد و سپس با تأسیسِ تلویزیون در سال ۱۳۳۷ خورشیدی، در برنامه‌های نمایشی زنده هنرنمایی کرد.

## درگذشت
او در سه‌شنبه ۱۶ دی‌ماه سال ۱۳۸۲ بر اثر سکته قلبی درگذشت.
پیكر این هنرمند، روز جمعه ۱۹ دی‌ماه سال ۱۳۸۲ در قطعه هنرمندان بهشت زهرا تشییع شد و مراسم یابود جهانگیر صمیمی‌فر ۱۹ دی‌ در مسجد الرضا راس ساعت ۱۲:۳۰ تا ۱:۴۵ واقع در میدان نیلوفر، خیابان آپادانا برگزار شد.

## گزیدهٔ آثار

### سینما
1. دختر ایرونی (۱۳۸۱)
2. شراره (۱۳۷۸)
3. الو! الو! من جوجوام (۱۳۷۳)
4. آن سوی مه (۱۳۶۴)
5. آقای هیروگلیف (۱۳۵۹)
6. در امتداد شب (۱۳۵۶)
7. صمد در راه اژدها (۱۳۵۶)
8. شیر خفته (۱۳۵۵)

### تلویزیون
| سال       | نام مجموعه           | سمت      | کارگردان                        | توضیحات                                 |
| --------- | -------------------- | -------- | ------------------------------- | --------------------------------------- |
| ۱۳۸۳–۱۳۸۱ | زندگی، راز هستی      | بازیگر   | احمد ظریف‌رفتار                  | بازی در اپیزود «پیرمرد و جاده» / شبکه ۱ |
| ۱۳۸۰      | خاکستر و باد         | بازیگر   | جهانبخش لک                      | شبکه ۲                                  |
| ۱۳۸۱–۱۳۷۸ | روشن‌تر از خاموشی     | بازیگر   | حسن فتحی                        |                                         |
| ۱۳۷۸      | طریق عشق             | بازیگر   | حسین مختاری                     |                                         |
| ۱۳۷۷–۱۳۷۶ | فردا دیر است         | بازیگر   | حسن فتحی                        | شبکه ۳                                  |
| ۱۳۷۶      | برگبار               | بازیگر   | اکبر خواجویی                    | شبکه ۳                                  |
| ۱۳۷۳      | یک حرف از هزاران     | کارگردان | جهانگیر صمیمی‌فرد                | شبکه ۱                                  |
| ۱۳۷۰      | وزیرمختار            | بازیگر   | سعید نیک‌پور                     |                                         |
| ۱۳۶۶–۱۳۶۵ | گرگ‌ها                | بازیگر   | داوود میرباقری                  | شبکه ۱                                  |
| ۱۳۶۳      | سربداران             | بازیگر   | محمدعلی نجفی                    | شبکه ۱                                  |
| ۱۳۵۷–۱۳۵۶ | تلاش                 | بازیگر   | شعاع‌الدین مصطفی‌زاده             |                                         |
| ۱۳۵۶      | ایتالیا ایتالیا      | بازیگر   | نوذر آزادی                      |                                         |
| ۱۳۵۴      | اختاپوس              | بازیگر   | پرویز صیاد                      |                                         |
| ۱۳۵۳      | آدم به آدم (قرنطینه) | بازیگر   | پرویز صیاد                      |                                         |
| ۱۳۵۳–۱۳۵۲ | کیمیاگر              | بازیگر   | علی‌اصغر سنجری                   |                                         |
| ۱۳۴۹      | داش پالکی            | بازیگر   | سهراب اخوان                     |                                         |
| ۱۳۴۷      | تله‌تئاتر «داش آکُل»   | کارگردان | جهانگیر صمیمی‌فرد جمشید نقاش‌زاده |                                         |